# Ceków
Ceków – wieś w Polsce położona w województwie wielkopolskim, w powiecie kaliskim, w gminie Ceków-Kolonia.
| SIMC    | Nazwa   | Rodzaj    |
| ------- | ------- | --------- |
| 0195222 | Olendry | część wsi |

Ceków jest jedną z najstarszych miejscowości w powiecie kaliskim. Wieś położona jest przy drodze 470. Pierwsza wzmianka o wsi pochodzi z 1212 roku, gdy została przez księcia kaliskiego Władysława Odonic podarowana na rzecz kościoła, co potwierdziła bulla papieża Honoriusza III wystawiona 28 maja 1218 roku. Wieś występuje pod nazwą Cekouiz. Prace archeologiczne w 1961 r. prowadzone przez ekipy z Polski i Jugosławii dowodzą zasiedlenie tych terenów i usytuowanie na ważnym prastarym szlaku bursztynowym łączącym Imperium Rzymskie z Wybrzeżem Bałtyckim. Według badań odkryte nad rzeką Żabianką wczesnośredniowieczne grodzisko, broniące drogi kupieckiej, istniało w X-XI wieku.. Charakterystyczny kształt grodziska o nazwie "szwedzkie okopy" nie zachował się, uległ zniszczeniu przez najazdy, pożar i ze względu na bagnistą dolinę Swędrni.
Na przestrzeni wieków Cekouiz, w wyniku wymowy gwarowej  zmieniono na Ceków.
Do 1954 roku siedziba gminy Ceków. W latach 1975–1998 miejscowość administracyjnie należała do województwa kaliskiego.